# Tel·lurur de sodi
El tel·lurur de sodi és un compost inorgànic, del grup de les sals, que està constituït per anions tel·lurur {\displaystyle {\ce {Te^2-}}} i cations sodi (1+) {\displaystyle {\ce {Na+}}}, la qual fórmula química és {\displaystyle {\ce {Na2Te}}}.

## Propietats
El tel·lurur de sodi es presenta en forma de pols blanca que es descompon en presència d'aire. S'ha calculat que cristal·litza en el sistema cúbic, grup espacial Fm3m i que el seu índex de refracció val 2,08. Té una densitat de 2,90 g/cm³. Si s'escalfa descompon a 953 °C. És soluble en aigua, on s'hi formen dissolucions porpres de politel·lururs {\displaystyle {\ce {Na2Te_{n}}}}.

## Preparació
Es pot preparar a partir de tel·luri i sodi en dissolució d'amoníac líquid segons la reacció:
{\displaystyle {\ce {2Na + Te ->[NH_3] Na2Te}}}

## Aplicacions
S'empra com a reactiu en síntesi de compostos orgànics.